# Sagoberättaren
Sagoberättaren är en animerad TV-serie, baserad på H. C. Andersens berättelser.